# عهدة البتراء الوطنية
تأسست عهدة البتراء الوطنية Petra National Trust عام 1989، وهي منظمة أردنية مسجلة غير حكومية (لا تهدف للربح) وتتمثل مهمتها في الحفاظ على موقع البتراء للتراث العالمي لليونسكو وحمايته وصونه. قامت العهدة بتنسيق مشاريع الحفظ والدراسات المتعلقة بقضايا مثل النظم الهيدرولوجية النبطية، والتنوع البيولوجي، والاستقرار الجيوفيزيائي للسيق، والرسم النبطي الفريد للجدران في البيضا. كما نفذت مشاريع تتعلق بإدارة المواقع وتقسيم المناطق، وبناء القدرات لموظفي متنزه البتراء الأثري (PAP)، وحماية تراث البتراء الطبيعي. وكانت الأميرة ماجدة رعد أحد الأعضاء المؤسسين للثقة. وتعمل عهدة البتراء الوطنية أيضًا مع المجتمعات المحلية لزيادة الوعي بالقيم الثقافية والطبيعية للبتراء.